# ReBoot (videogioco)
ReBoot è un videogioco per PlayStation sviluppato da EA Canada e pubblicato nel 1998 dalla Electronic Arts, è basato sulla serie animata omonima. Il videogioco ha ricevuto giudizi altalenanti.

## Trama
Megabyte ha trovato un modo per utilizzare la potenza delle sfere di energia per raggiungere il nucleo dei principali uffici del mondo, grazie agli "specchi esadecimali", ed è determinato a prendere il controllo del Mainframe. Il nostro eroe Bob, dovrà viaggiare per i sei settori del Mainframe e sconfiggere vari nemici, oltre che i Boss: Baudway, Cit E (noto anche come Wall Street), Beverly Hills, Kits, Floating Point Park e G-Prime.

## Doppiaggio
| Personaggio | Doppiatore       |
| ----------- | ---------------- |
| Dot Matrix  | Kathleen Barr    |
| Bob         | Michael Benyaer  |
| Slash       | Gary Chalk       |
| Mike the TV | Michael Donovan  |
| Phong       | Michael Donovan  |
| Enzo Matrix | Christopher Gray |
| Megabyte    | Tony Jay         |
| Hack        | Scott McNeil     |
| Hexadecimal | Shirley Millner  |